# LU Гидры
LU Гидры (лат. LU Hydrae), HD 71071 — двойная звезда в созвездии Гидры на расстоянии приблизительно 160 световых лет (около 49,1 парсек) от Солнца. Видимая звёздная величина звезды — от +7,39m до +7,34m. Возраст звезды определён как около 9,85 млрд лет.
Открыта Т. Ллойдом Эвансом и Мартинусом Кристоффелем Дж. Коэном в 1987 году*.

## Характеристики
Первый компонент — жёлто-оранжевая эруптивная переменная звезда типа RS Гончих Псов (RS) спектрального класса K0V, или K1IV-V, или K1IV, или G5. Масса — около 1,189 солнечной, радиус — около 2,444 солнечного, светимость — около 2,951 солнечной. Эффективная температура — около 4999 K.
Второй компонент — жёлтый карлик спектрального класса G5V*. Орбитальный период — около 16,537 суток.

## Планетная система
В 2019 году учёными, анализирующими данные проектов HIPPARCOS и Gaia, у звезды обнаружена планета HIP 41274 b.